# Velika Kruševica
Velika Kruševica es un pueblo ubicado en la municipalidad de Rekovac, en el distrito de Pomoravlje, Serbia.

## Superficie
Posee una superficie de 11,34 kilómetros cuadrados.

## Demografía
Hasta 2011 la población era de 252 habitantes, con una densidad de población de 22,23 habitantes por kilómetro cuadrado.